# Charles Takyi
Charles Kwame Takyi est un footballeur ghanéen, né le 12 novembre 1984 à Accra au Ghana. Il évolue comme milieu offensif.

## Carrière

### International
Charles Takyi a été sélectionné avec l'Allemagne en moins de 15, 16 et 17 ans. Puis n'a plus jamais été convoqué dans quelconque sélection.
En 2011, il choisit de jouer pour le Ghana, son pays natal.
Takyi a été inclus dans la liste des 23 joueurs de l'équipe nationale du Ghana pour la Coupe d'Afrique des Nations 2012 en janvier 2012 et il a fait ses débuts dans le tournoi en entrant en jeu à la place de Sulley Muntari lors du match du Groupe D de la Coupe d'Afrique des Nations 2012 contre le Mali le 28 janvier 2012.

### Clubs
| Saison    | Club           | Pays              | Championnat        | Coupes nationales | Coupes d'Europe | Ghana  |
| --------- | -------------- | ----------------- | ------------------ | ----------------- | --------------- | ------ |
| 2005-2006 | Hambourg SV    | Bundesliga        | 1 match            | -                 | 1 match         | -      |
| 2006-2007 | Sankt Pauli    | Regionalliga Nord | 28 matchs / 8 buts | -                 | -               | -      |
| 2007-2008 | Sankt Pauli    | 2.Bundesliga      | 29 matchs / 5 buts | 1 match           | -               | -      |
| 2008-2009 | Greuther Fürth | 2.Bundesliga      | 29 matchs / 3 buts | 1 match           | -               | -      |
| 2009-2010 | Sankt Pauli    | 2.Bundesliga      | 29 matchs / 8 buts | 2 matchs / 1 but  | -               | -      |
| 2010-2011 | Sankt Pauli    | Bundesliga        | 24 matchs / 4 buts | 1 match           | -               | -      |
| 2011-2012 | Sankt Pauli    | 2.Bundesliga      | 6 matchs           | -                 | -               | 4 sél. |
| 2012-2013 | AC Horsens     | SAS Ligaen        | 11 matchs / 2 buts | 2 matchs / 1 but  | -               | -      |

Dernière mise à jour le 30 mai 2013

## Palmarès
- Hambourg SV
  - Vainqueur de la Coupe Intertoto en 2005.
- FC Sankt Pauli
  - Vainqueur du Championnat Regionalliga Nord en 2007.